# Старые Краи
Старые Краи — деревня в Тонкинском районе Нижегородской области. Входит в сельское поселение Вязовский сельсовет.

## География
Находится на расстоянии примерно 17 километров по прямой на восток от районного центра поселка Тонкино.

## История
Известна с 1873 года, когда в ней было отмечено дворов 41 и жителей 237, в 1905 году 64 и 365 соответственно. В 1926 было учтено дворов 77 и жителей 368 (313 из которых были мари).

## Население
Постоянное население составляло 174 человек (мари 94 %) в 2002 году, 153 в 2010.